# Люй Цзи

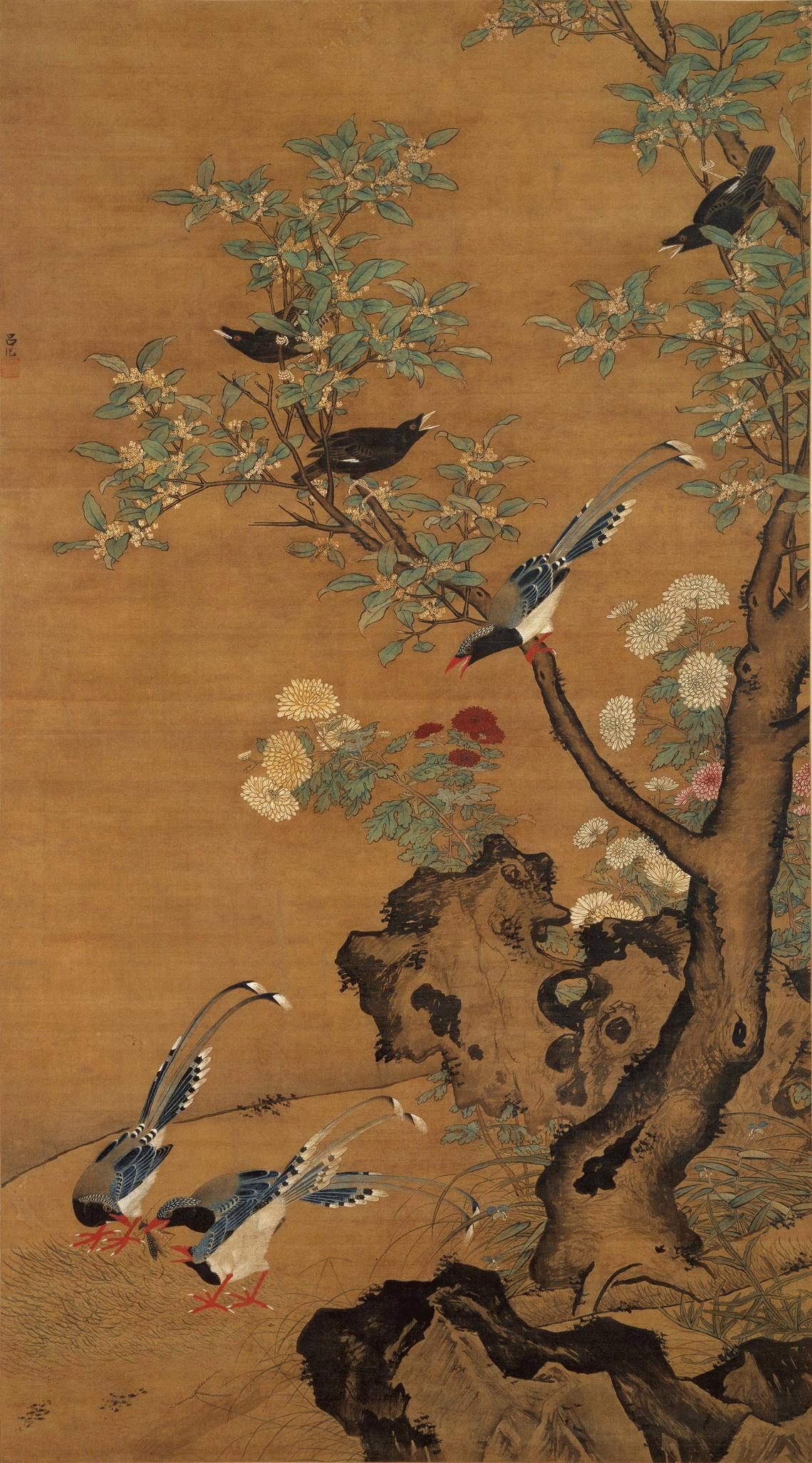
Люй Цзи. Кассия, хризантема и горные птицы. Гугун, Пекин.

Люй Цзи (кит. трад. 呂紀, упр. 吕纪, пиньинь Lǚ Jì; работал приблизительно в 1439—1505 гг.) — китайский художник в жанре «цветы-птицы».

## Биография
Люй Цзи был уроженцем уезда Иньсянь Нинбоской управы (современный городской округ Нинбо провинции Чжэцзян), однако, так же как в случае с многими придворными художниками эпохи Мин, не известны даты его рождения и смерти. Предполагают, что он родился в 1429 году — в годы правления под девизом «Сюаньдэ» (1425—1435), а скончался в 1505 — в годы правления под девизом «Хунчжи» (1487—1505). Подобно Линь Ляну он первоначально добился признания в своём городе как мастер жанров «цветы-птицы» и «дворцы и беседки» (то есть изображение архитектуры). В годы правления под девизом «Чэнхуа» (1464—1487) Люй Цзи поступил на службу в императорский дворец, где, работая художником, получал жалование на должности хранителя императорского гардероба. Он создавал свои произведения в «Зале Благожелательности и Мудрости», то есть там же, где и его коллега Линь Лян. И также как Линь Лян, Люй Цзи дослужился до звания командира императорских гвардейцев (то есть телохранителей). Исторические записи сообщают, что Люй Цзи получал множество заказов от императора и придворных, для выполнения которых было создано ателье, где он работал с помощниками. Поэт Хан Хуай (1462—1538) в одном из своих стихов в «Антологии Шуансы» пишет: «…в нынешние времена картины Люй Цзи самые лучшие». История сохранила свидетельства, что художник ревностно соблюдал все правила и ритуалы двора, благодаря чему добился хороших отношений с придворным чиновничеством. Но особым покровительством он пользовался у императора, правившего под девизом «Хунчжи», который ценил его настолько высоко, что когда пожилой мастер безнадёжно заболел, поток вызванных императором к его предсмертному одру министров и аристократов не ослабевал.

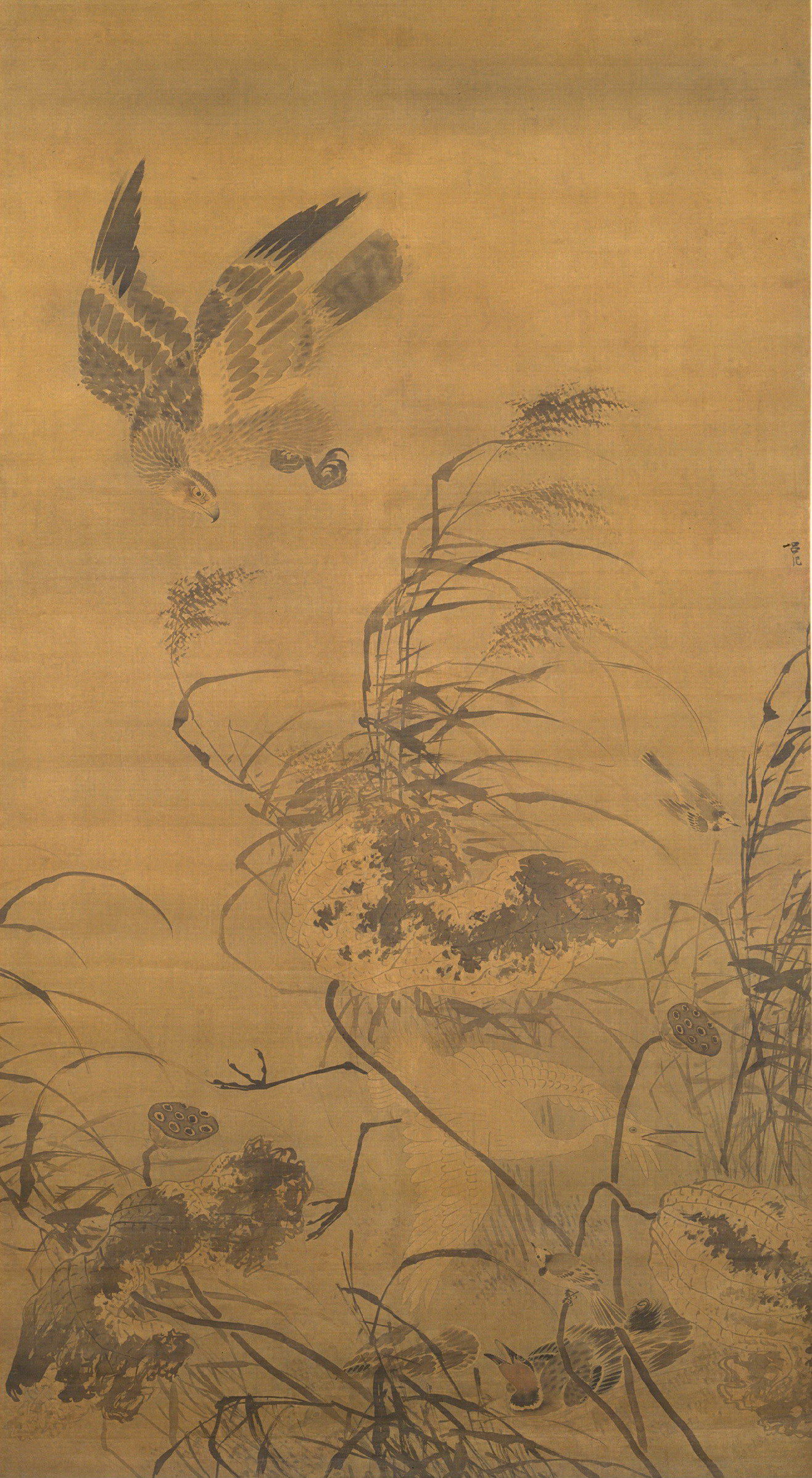
Люй Цзи. Белая цапля, орёл, и падающие цветки лотоса. Гугун, Пекин.

## Творчество
Подобно многим крупным китайским художникам Люй Цзи занимался копированием картин древних мастеров эпохи Тан и Сун, которые он имел возможность изучать в коллекции императорского физиогномиста Юань Чжунчэ (1376—1451), который был его земляком. Искусству изображения птиц он обучался у своих современников — Бянь Цзинчжао и Линь Ляна.
Картины жанра «цветы-птицы» созданные Люй Цзи распадаются на две категории. Первая включает работы, исполненные детальным стилем с применением чёткой обрисовки тушью и с подкраской. Этому он обучился у Бянь Цзинчжао. Примерами такого стиля являются «Кассия, хризантема и горные птицы» (Гугун, Пекин), «Камелия и серебристый фазан» (Гугун, Пекин), «Осенние цапли и гибискус» (Гугун, Тайбэй) и целый ряд других работ. В произведениях Люй Цзи этого типа ощущается глубокое влияние южносунских мастеров Ма Юаня и Ся Гуя как в общем построении композиции, так и в изображении скал и деревьев заднего плана. Постепенно он выработал собственный стиль, который оказал широкое влияние на всю живопись жанра «цветы-птицы» как в среде придворных живописцев, так и за пределами двора. Этот стиль обычно считают «минским академическим стилем живописи цветов и птиц».
Совершенно другая художественная манера была позаимствована Люй Цзи у Линь Ляна — это стиль наброска, стиль «свободной руки», который использовался в монохромных произведениях. Люй Цзи достиг в этом направлении успехов не меньших, чем сам Линь Лян; о нём ходили слухи, что в свои преклонные годы Люй Цзи подделывал произведения Линь Ляна, и продавал их. Типичным для этого стиля является свиток «Белая цапля, орёл и падающие цветки лотоса» (Гугун, Пекин). На нём изображена забавная сценка: появление орла, который нарушил покой лотосового пруда в осенний день. Взмах орлиных крыльев, паническая суета птиц, вместе с трепетанием тростника на ветру и опадающими увядшими цветками лотоса совершенно определённо списаны с натуры. Такой способ изображения одухотворённой сцены с участием животных и растений ведёт своё начало от времён Северной Сун, и таких художников как Цуй Бо.
Жанр «цветы-птицы», как и китайская живопись в целом, полон скрытой символики. Практически в каждом сюжете есть второй, дополнительный смысл. Например, в картине Люй Цзи «Осенние цапли и гибискус» изображены три цапли. Иероглиф «цапля» в китайском языке имеет и второе значение — «думать». Три изображённые цапли являются приглашением «подумать трижды», то есть что-то обдумать со всей осторожностью.
Люй Цзи считают крупнейшим художником в жанре «цветы-птицы», сумевшим синтезировать и подытожить все творческие наработки своих предшественников. Его творчество оказало влияние не только на живопись китайских художников эпохи Мин и Цин, но и на творчество японских живописцев.

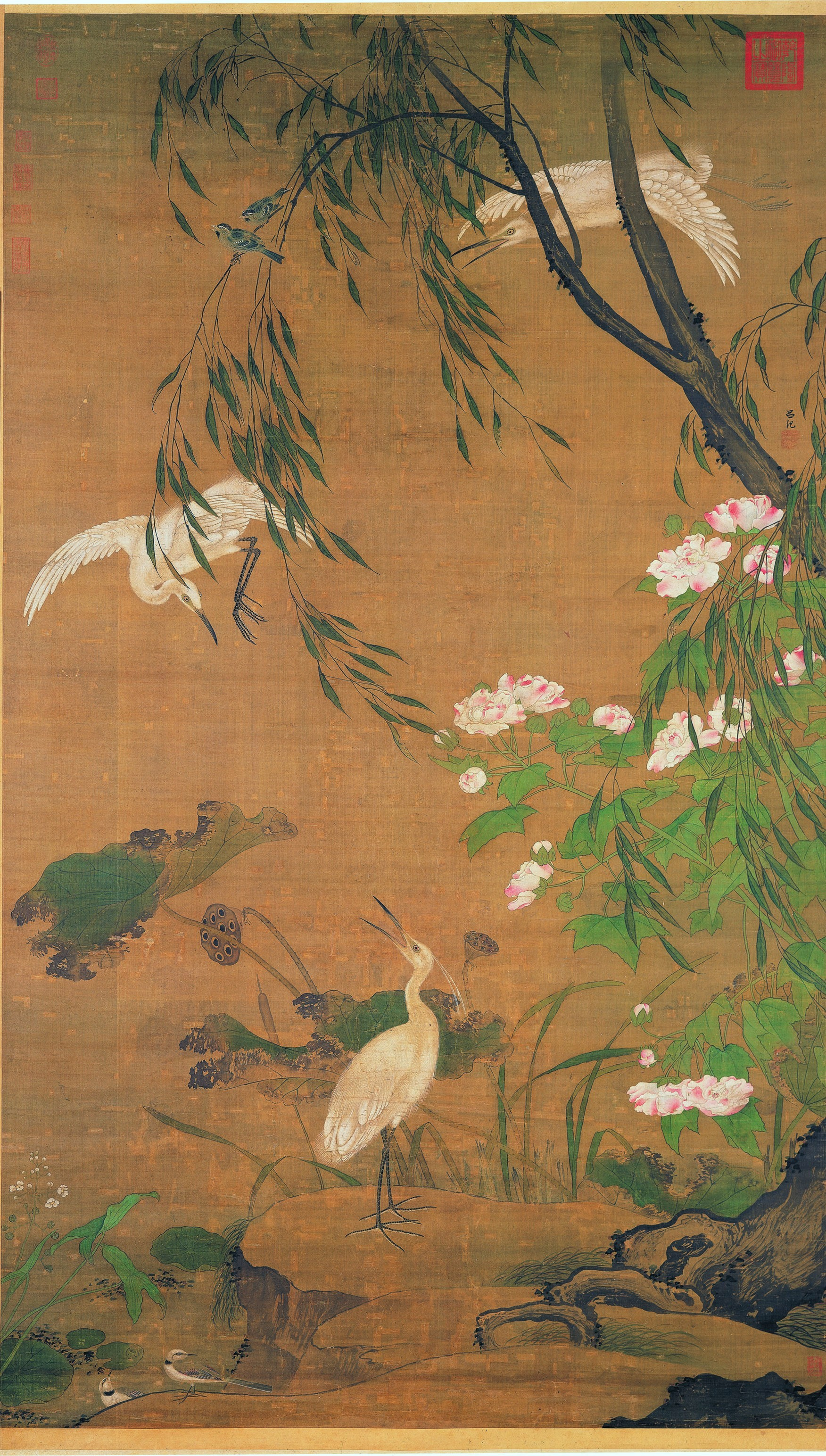
Люй Цзи. Осенние цапли и гибискус. Гугун, Тайбэй.
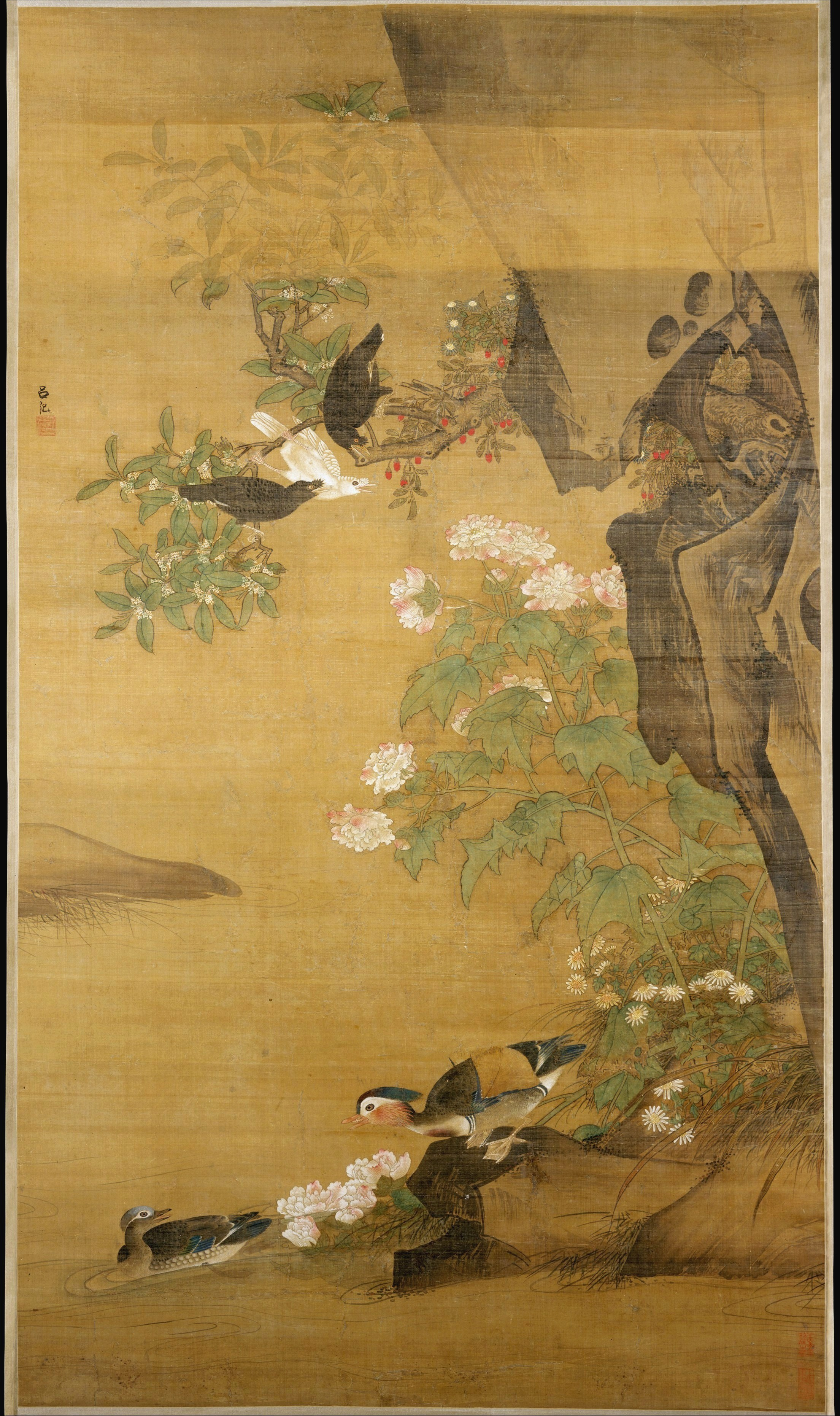
Люй Цзи. Утки-мандаринки и мальвы. Музей Метрополитен, Нью-Йорк
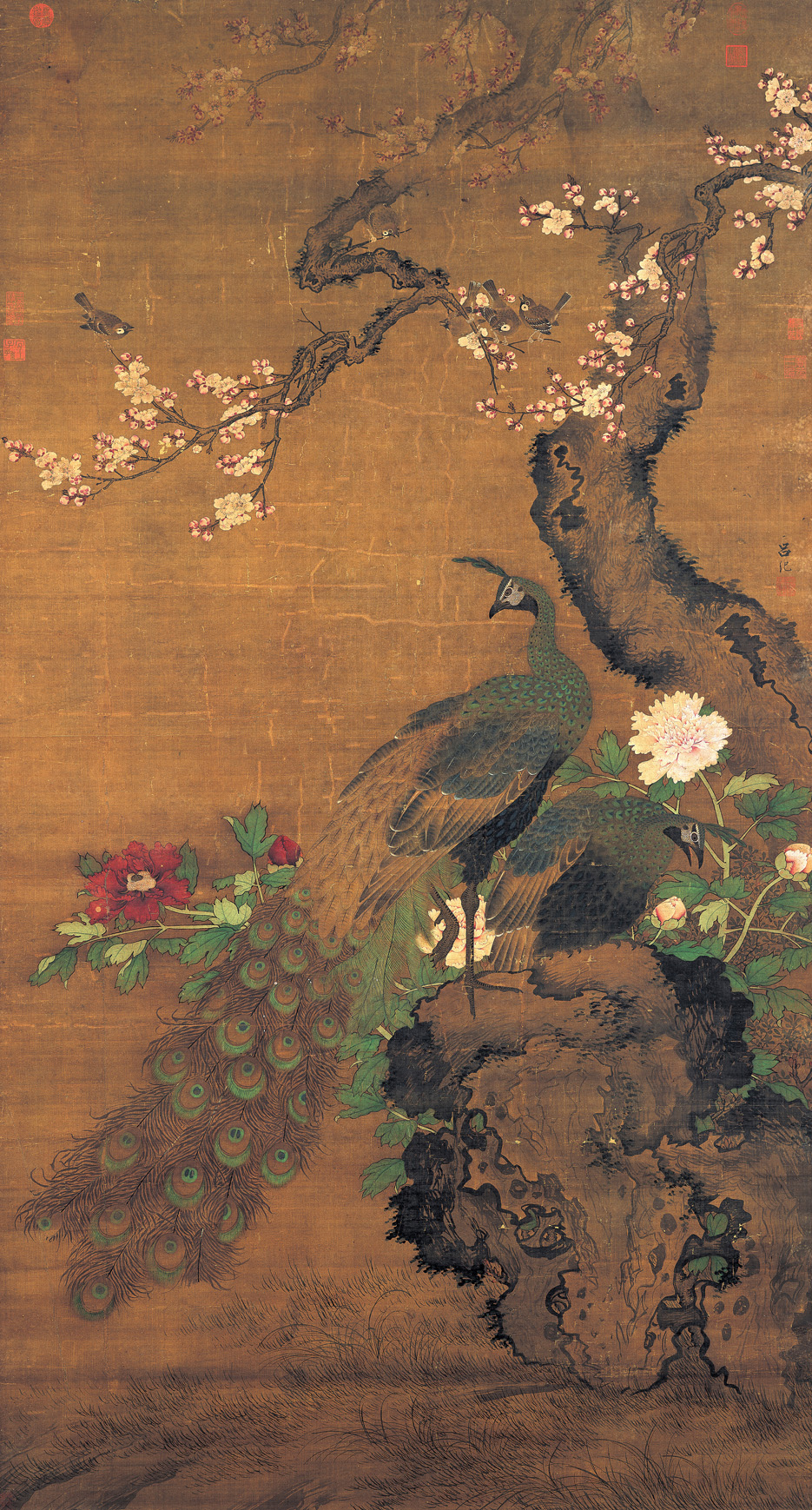
Люй Цзи.Цветущий абрикос и павлины. Гугун, Тайбэй
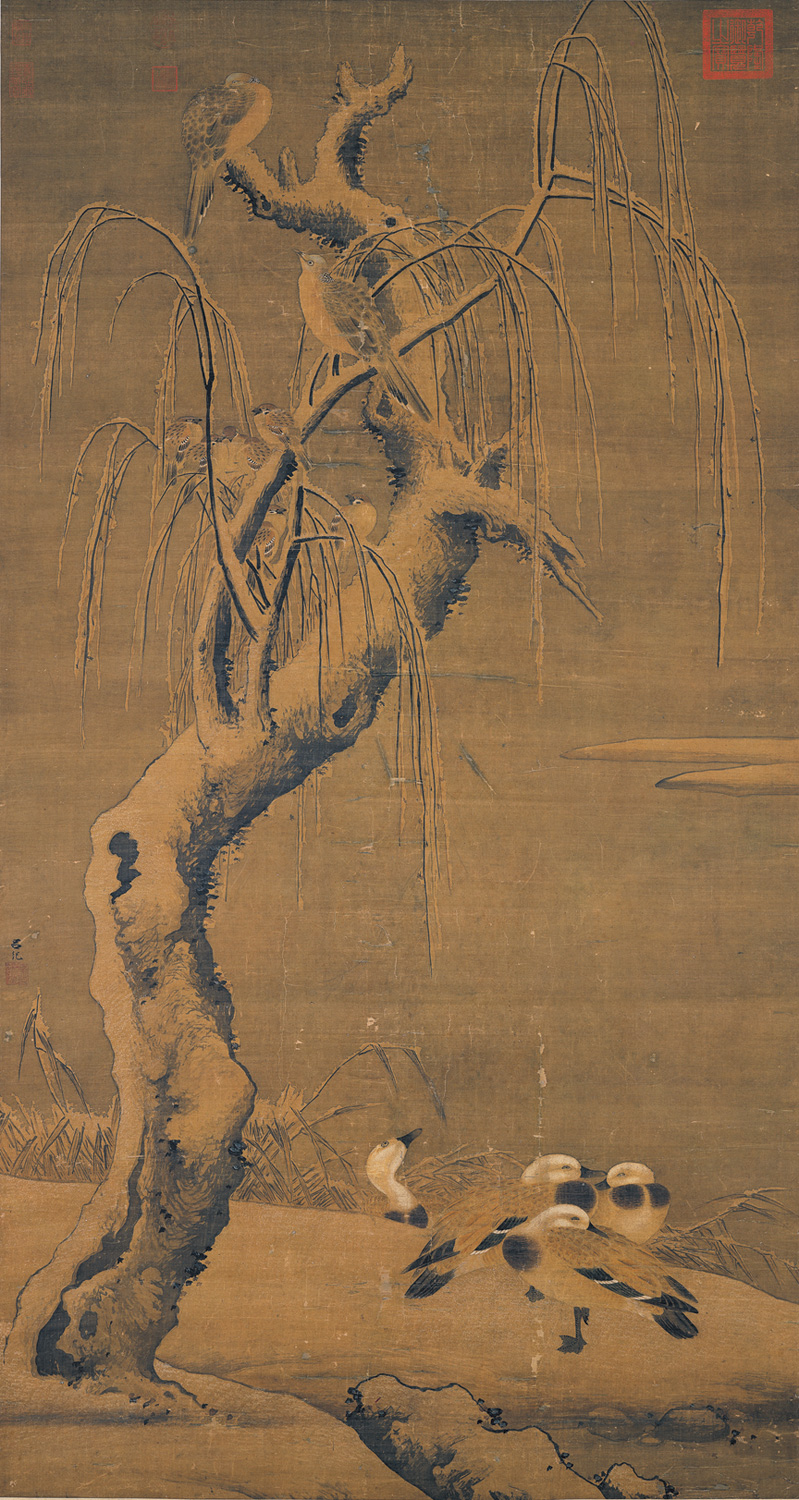
Люй Цзи. Заснеженный пейзаж с птицами. Гугун, Тайбэй
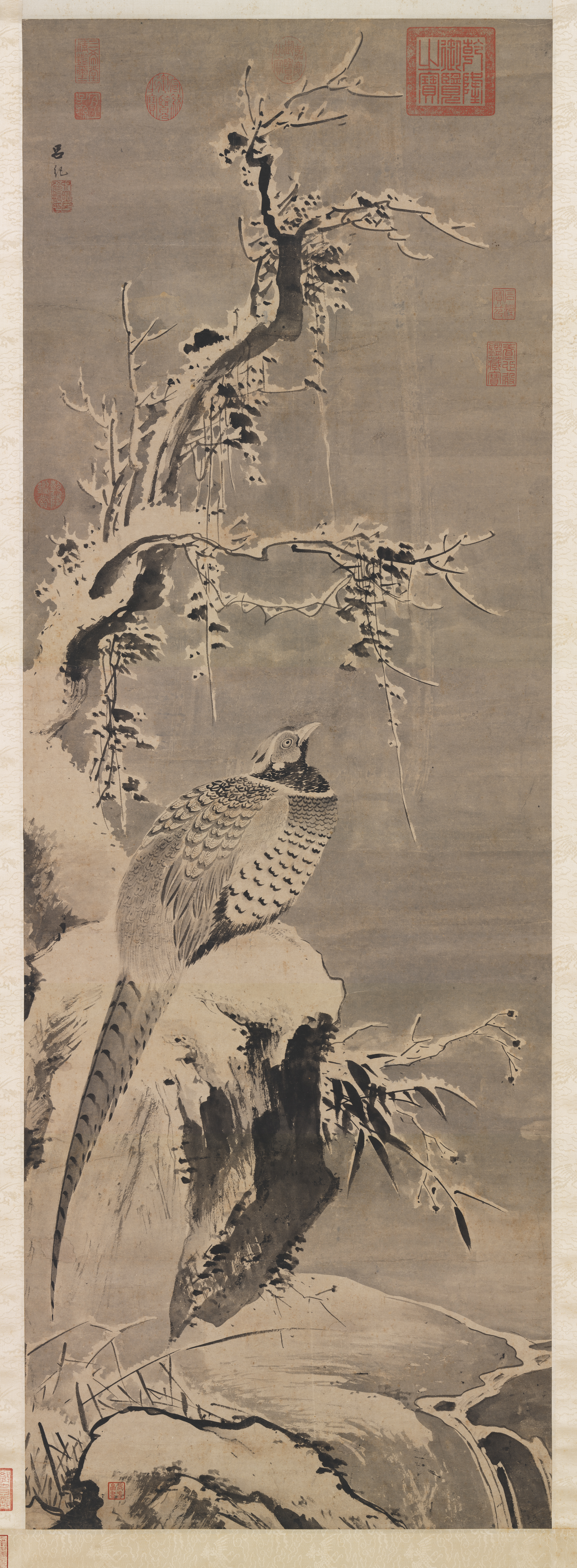
Люй Цзи. Дикий фазан снежной зимой. Гугун, Тайбэй.
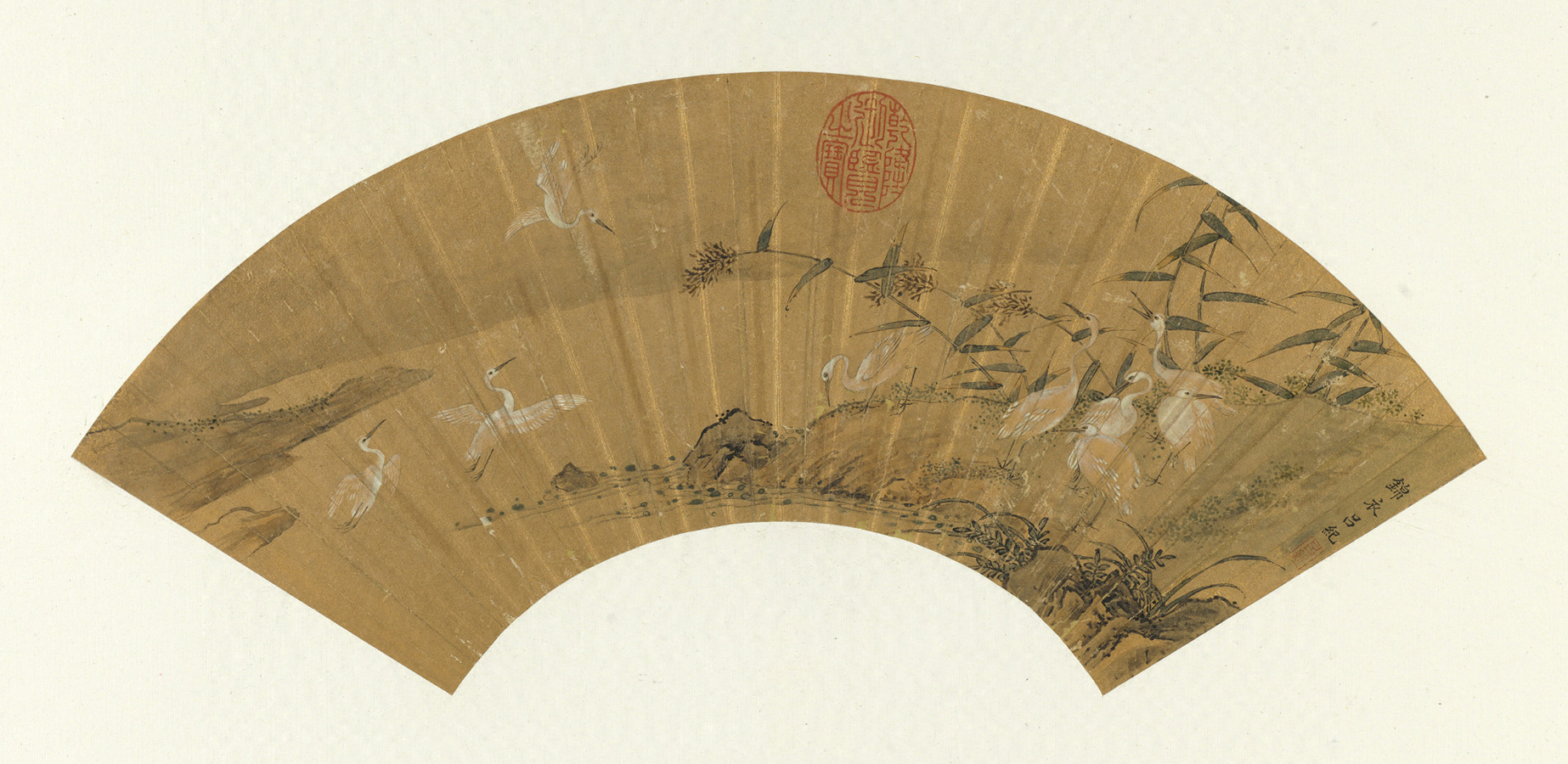
Люй Цзи. Цапли в полёте. Роспись веера. Гугун, Тайбэй.